# Franz von Grebner
Franz von Grebner (* 24. März 1791; † 23. August 1851 in Datschitz) war ein österreichischer Industrieller und Zuckerproduzent.

## Leben
Franz von Grebner entstammte ebenso wie sein jüngerer Bruder Thomas (von) Grebner, ein Chemiker, einer alten Güterverwalter- und Juristenfamilie. Der Vater Franz Christoph von Grebner (11. Mai 1766 – 13. September 1852) war königlich württembergischer Kammerherr und Fürst Hohenlohescher Hofrat in Bad Mergentheim und die Mutter Maria Franziska Lindner aus Neckarsulm war die Tochter des Kammerrates Franz Michael Lindner und der Barbara, geborene Ulsamer.
Franz von Grebner heiratete im Mai 1826 in Wien-Gumpendorf Helene Katharina Görgen, die Tochter des Wiener Psychiaters Bruno Görgen. Franz und Helene hatten zusammen acht Kinder, darunter Emilie Gertrud Helena von Grebner (verheiratete Hrdliczka, 1833–1913).
Als k.k. Oberleutnant in der Armee und Ritter der französischen Ehrenlegion hatte Franz von Grebner in der napoleonischen Zeit viele Eindrücke sammeln können und setzte auf die Zuckerproduktion. Er war Generalbevollmächtigter und Freund des Freiherren Karl von Dalberg zu Datschitz (heute Dačice), dem er im Feldzug gegen Russland unter Napoleon das Leben gerettet hatte.

## Zuckerproduktion
Franz von Grebner war ein Pionier der industriellen Zuckerherstellung aus Zuckerrüben in Österreich. Als Verwalter der Herrschaft Datschitz des Freiherrn Karl Anton von Dalberg gründete er, mit Unterstützung seines Bruders als Fabrikinspektor, zunächst 1829 in Kirchwiedern eine Zuckerfabrik, die erste österreichische Rübenzuckerfabrik nach Aufhebung der Kontinentalsperre. 1832 wurde in Sukdol im böhmischen Herrschaftsteil Maleschau eine zweite Fabrik eröffnet. Beide Unternehmen stießen auf Schwierigkeiten. Die Fabrik in Sukdol verschwand wieder, die in Kirchwiedern wurde in Datschitz als Zuckerraffinerie fortgeführt. Deren Direktor, Jacob Christoph Rad, erfand dort nach 1840 den Würfelzucker. Am 23. Januar 1843 wurde Rad ein fünfjähriges Privileg für die Erfindung, im Jahr darauf ein Patent für die Würfelzuckerpresse erteilt. In Datschitz wurde der so genannte Thee-Zucker oder Wiener Würfelzucker produziert. Jacob Christoph Rad trat die Erfindung an Grebner ab, der ab 1845 in Wien und danach europaweit den Würfelzucker als Wiener Theezucker produzierte und vermarktete.